# Жуцъоан
Жуцъоан (самоназвание: Juǀʼhoan, Zhuǀʼhõasi, Dzuǀʼoasi, Zû-ǀhoa или JuǀʼHoansi, также известен как юго-восточный къхунг) — один из языков жу, на котором говорят на северо-востоке Намибии и в северо-западном районе Ботсваны. Различают четыре региональных диалекта: эпукиро, цумкве, рунду и оматако, среди которых цумкве описан лучше всего; иногда отделяется от диалекта чъкхао-лъае.

## Орфография
В 1960-х годах Южноафриканский департамент образования приступил к созданию официальных орфографий для языков Юго-Западной Африки (Намибия). Ян Сниман был выбран для разработки орфографии для тогда бесписьменного языка жуцъоаси, которая была принята в 1969 году. В этой орфографии название языка записывается как Žuǀʼhõasi. Немного изменённая форма (Сниман, 1975) показана ниже.
В 1980-х годах Южноафриканское библейское общество потребовало новую орфографию, в которой использовались бы только буквы латинского алфавита, насколько это возможно отсутствовали диакритические знаки и которая бы наиболее полно соответствовала конвенциям африкаанса. Эта вторая орфография была принята в 1987 году, в ней название языка записывается как Zjucʼhôa.
Третья орфография была разработана Организацией развития бушменов Жуцъвы в 1994 году. Все три орфографии с соответствиями МФА представлены ниже. Тон не обозначен.
| Группы звуков                     | Орфография 1975 года | Орфография 1987 года | Орфография 1994 года | МФА      |
| --------------------------------- | -------------------- | -------------------- | -------------------- | -------- |
| Губные взрывные согласные         | b                    | b                    | b                    | [b]      |
| Губные взрывные согласные         | p                    | p                    | p                    | [p]      |
| Губные взрывные согласные         | bh                   | bh                   | bh                   | [bʱ]     |
| Губные взрывные согласные         | ph                   | ph                   | ph                   | [pʰ]     |
| Альвеолярные взрывные согласные   | d                    | d                    | d                    | [d]      |
| Альвеолярные взрывные согласные   | t                    | t                    | t                    | [t]      |
| Альвеолярные взрывные согласные   | dh                   | dh                   | dh                   | [dʱ]     |
| Альвеолярные взрывные согласные   | th                   | th                   | th                   | [tʰ]     |
| Велярные взрывные согласные       | g                    | gh                   | g                    | [ɡ]      |
| Велярные взрывные согласные       | k                    | k                    | k                    | [k]      |
| Велярные взрывные согласные       | gh                   | ’gh                  | gh                   | [ɡʱ]     |
| Велярные взрывные согласные       | kh                   | kh                   | kh                   | [kʰ]     |
| Альвеолярные аффрикаты            | ts                   | ts                   | ts                   | [t͡s]     |
| Альвеолярные аффрикаты            | dsh                  | dsh                  | dsh                  | [d͡sʱ]    |
| Альвеолярные аффрикаты            | tsh                  | tsh                  | tsh                  | [t͡sʰ]    |
| Альвеолярные аффрикаты            | ds’                  | ds’                  | ds                   | [d͡s’]    |
| Альвеолярные аффрикаты            | ts’                  | ts’                  | tz                   | [t͡s’]    |
| Постальвеолярные аффрикаты        | tš                   | tj                   | tc                   | [t͡ʃ]     |
| Постальвеолярные аффрикаты        | dšh                  | djh                  | dch                  | [d͡ʃʱ]    |
| Постальвеолярные аффрикаты        | tšh                  | tjh                  | tch                  | [t͡ʃʰ]    |
| Постальвеолярные аффрикаты        | dš’                  | dj’                  | dc                   | [d͡ʃ’]    |
| Постальвеолярные аффрикаты        | tš’                  | tj’                  | tj                   | [t͡ʃ’]    |
|                                   | kx’                  | kg                   | kx                   | [k͡x’]    |
| Гетеро- органические аффрикаты    | dx                   | dg                   | dx                   | [dʶ]     |
| Гетеро- органические аффрикаты    | tx                   | tg                   | tx                   | [tᵡ]     |
| Гетеро- органические аффрикаты    | tx’                  | tg’                  | tk                   | [tᴴ]     |
| Гетеро- органические аффрикаты    | dzx                  | —                    | dzx                  | [d͡zʶ]    |
| Гетеро- органические аффрикаты    | tsx                  | tsg                  | tsx                  | [t͡sᵡ]    |
| Гетеро- органические аффрикаты    | dx                   | djg                  | djx                  | [d͡ʒʶ]    |
| Гетеро- органические аффрикаты    | tx                   | tjg                  | tcx                  | [t͡ʃᵡ]    |
| Фрикативные согласные             | z                    | z                    | z                    | [z]      |
| Фрикативные согласные             | s                    | s                    | s                    | [s]      |
| Фрикативные согласные             | ž                    | zj                   | j                    | [ʒ]      |
| Фрикативные согласные             | š                    | sj                   | c                    | [ʃ]      |
| Фрикативные согласные             | x                    | g                    | x                    | [χ]      |
| Фрикативные согласные             | h                    | h                    | h                    | [h]      |
|                                   | r                    | r                    | r                    | [ɽ]      |
| Носовые согласные                 | m                    | m                    | m                    | [m]      |
| Носовые согласные                 | n                    | n                    | n                    | [n]      |
| Слоговые носовые согласные        | m                    | m                    | m                    | [m̩]      |
| Слоговые носовые согласные        | ang                  | ang                  | ang                  | [ŋ̍]      |
| Слоговые носовые согласные        | m̭                    | m̹                    | mq                   | [m̰]      |
| Слоговые носовые согласные        | mh                   | mh                   | mh                   | [m̤]      |
| Аппроксиманты                     | y                    | y                    | y                    | [j]      |
| Аппроксиманты                     | w                    | w                    | w                    | [w]      |
| Зубные щелчки                     | gǀ                   | gc                   | gǀ                   | [ᶢǀ]     |
| Зубные щелчки                     | ǀ                    | c                    | ǀ                    | [ǀ]      |
| Зубные щелчки                     | gǀh                  | dch                  | gǀh                  | [ᶢǀʱ]    |
| Зубные щелчки                     | ǀh                   | ch                   | ǀh                   | [ǀʰ]     |
| Зубные щелчки                     | ǀ’                   | c’                   | ǀ’                   | [ǀˀ]     |
| Зубные щелчки                     | ǀ’h                  | c’h                  | ǀ’h                  | [ᵑ̊ǀʰ]    |
| Зубные щелчки                     | nǀ                   | nc                   | nǀ                   | [ᵑǀ]     |
| Зубные щелчки                     | nǀ’h                 | nch                  | nǀh                  | [ᵑǀʱ]    |
| Зубные щелчки                     | gǀx                  | dcg                  | gǀx                  | [ᶢǀʶ]    |
| Зубные щелчки                     | ǀx                   | cg                   | ǀx                   | [ǀᵡ]     |
| Зубные щелчки                     | gǀx’                 | dcg’                 | gǀk                  | [ᶢǀʢ]    |
| Зубные щелчки                     | ǀx’                  | cg’                  | ǀk                   | [ǀᴴ]     |
| Альвеолярные щелчки               | gǃ                   | gq                   | gǃ                   | [ᶢǃ]     |
| Альвеолярные щелчки               | ǃ                    | q                    | ǃ                    | [ǃ]      |
| Альвеолярные щелчки               | gǃh                  | dqh                  | gǃh                  | [ᶢǃʱ]    |
| Альвеолярные щелчки               | ǃh                   | qh                   | ǃh                   | [ǃʰ]     |
| Альвеолярные щелчки               | ǃ’                   | q’                   | ǃ’                   | [ǃˀ]     |
| Альвеолярные щелчки               | ǃ’h                  | q’h                  | ǃ’h                  | [ᵑ̊ǃʰ]    |
| Альвеолярные щелчки               | nǃ                   | nq                   | nǃ                   | [ᵑǃ]     |
| Альвеолярные щелчки               | nǃ’h                 | nqh                  | nǃh                  | [ᵑǃʱ]    |
| Альвеолярные щелчки               | gǃx                  | dqg                  | gǃx                  | [ᶢǃʶ]    |
| Альвеолярные щелчки               | ǃx                   | qg                   | ǃx                   | [ǃᵡ]     |
| Альвеолярные щелчки               | gǃx’                 | dqg’                 | gǃk                  | [ᶢǃʢ]    |
| Альвеолярные щелчки               | ǃx’                  | qg’                  | ǃk                   | [ǃᴴ]     |
| Палатальные щелчки                | gǂ                   | gç                   | gǂ                   | [ᶢǂ]     |
| Палатальные щелчки                | ǂ                    | ç                    | ǂ                    | [ǂ]      |
| Палатальные щелчки                | gǂh                  | dçh                  | gǂh                  | [ᶢǂʱ]    |
| Палатальные щелчки                | ǂh                   | çh                   | ǂh                   | [ǂʰ]     |
| Палатальные щелчки                | ǂ’                   | ç’                   | ǂ’                   | [ǂˀ]     |
| Палатальные щелчки                | ǂ’h                  | ç’h                  | ǂ’h                  | [ᵑ̊ǂʰ]    |
| Палатальные щелчки                | nǂ                   | nç                   | nǂ                   | [ᵑǂ]     |
| Палатальные щелчки                | nǂ’h                 | nçh                  | nǂh                  | [ᵑǂʱ]    |
| Палатальные щелчки                | gǂx                  | dçg                  | gǂx                  | [ᶢǂʶ]    |
| Палатальные щелчки                | ǂx                   | çg                   | ǂx                   | [ǂᵡ]     |
| Палатальные щелчки                | gǂx’                 | dçg’                 | gǂk                  | [ᶢǂʢ]    |
| Палатальные щелчки                | ǂx’                  | çg’                  | ǂk                   | [ǂᴴ]     |
| Боковые щелчки                    | gǁ                   | gx                   | gǁ                   | [ᶢǁ]     |
| Боковые щелчки                    | ǁ                    | x                    | ǁ                    | [ǁ]      |
| Боковые щелчки                    | gǁh                  | —                    | gǁh                  | [ᶢǁʱ]    |
| Боковые щелчки                    | ǁh                   | xh                   | ǁh                   | [ǁʰ]     |
| Боковые щелчки                    | ǁ’                   | x’                   | ǁ’                   | [ǁˀ]     |
| Боковые щелчки                    | ǁ’h                  | x’h                  | ǁ’h                  | [ᵑ̊ǁʰ]    |
| Боковые щелчки                    | nǁ                   | nx                   | nǁ                   | [ᵑǁ]     |
| Боковые щелчки                    | nǁ’h                 | nxh                  | nǁh                  | [ᵑǁʱ]    |
| Боковые щелчки                    | gǁx                  | dxg                  | gǁx                  | [ᶢǁʶ]    |
| Боковые щелчки                    | ǁx                   | xg                   | ǁx                   | [ǁᵡ]     |
| Боковые щелчки                    | gǁx’                 | dxg’                 | gǁk                  | [ᶢǁʢ]    |
| Боковые щелчки                    | ǁx’                  | xg’                  | ǁk                   | [ǁᴴ]     |
| Обычные гласные                   | i                    | i                    | i                    | [i]      |
| Обычные гласные                   | e                    | e                    | e                    | [e]      |
| Обычные гласные                   | a                    | a, e                 | a                    | [a], [ə] |
| Обычные гласные                   | o                    | o                    | o                    | [o]      |
| Обычные гласные                   | u                    | u                    | u                    | [u]      |
| Фарингализованные гласные         | a̭                    | a̦                    | aq                   | [aˤ]     |
| Фарингализованные гласные         | o̭                    | o̦                    | oq                   | [oˤ]     |
| Носовые гласные                   | ĩ                    | î                    | in                   | [ĩ]      |
| Носовые гласные                   | ã                    | â                    | an                   | [ã]      |
| Носовые гласные                   | õ                    | ô                    | on                   | [õ]      |
| Носовые гласные                   | ũ                    | û                    | un                   | [ũ]      |
| Фарингализованные носовые гласные | ã̭                    | â̦                    | aqn                  | [ãˤ]     |
| Фарингализованные носовые гласные | õ̭                    | ô̦                    | oqn                  | [õˤ]     |
| Придыхательные гласные            | —                    | —                    | ih                   | [i̤]      |
| Придыхательные гласные            | —                    | —                    | eh                   | [e̤]      |
| Придыхательные гласные            | —                    | —                    | ah                   | [a̤]      |
| Придыхательные гласные            | —                    | —                    | oh                   | [o̤]      |
| Придыхательные гласные            | —                    | —                    | uh                   | [ṳ]      |
| Придыхательные носовые гласные    | —                    | —                    | ihn                  | [ĩ̤]      |
| Придыхательные носовые гласные    | —                    | —                    | ahn                  | [ã̤]      |
| Придыхательные носовые гласные    | —                    | —                    | ohn                  | [õ̤]      |
| Придыхательные носовые гласные    | —                    | —                    | uhn                  | [ṳ̃]      |

## Фонетика и фонология
В языке жуцъоан имеется четыре тона и пять основных гласных: [i], [e], [a], [o], [u], которые они могут быть назализованными, глоттализованными и придыхательными, причём эти свойства могут сочетаться. Звуки [a] и [o] могут быть фарингализованными и эпиглоттализованными. Таким образом, в языке жуцъоан 30 гласных (или больше, в зависимости от анализа). Кроме того, существует множество последовательностей гласных и дифтонгов.
Жуцъоан имеет необычно большое количество согласных, даже для языка жу. Перечисленные ниже согласные встречаются в начале корней. Для краткости с другими согласными перечислены только альвеолярные щёлкающие согласные, полный список щёлкающих согласных находится ниже.
|             |                             | Губные   | Альвеолярные | Альвеолярные | Постальвеолярные/ палатальные | Заднеязычные | Щёлкающие | Глоттальные |
| ----------- | --------------------------- | -------- | ------------ | ------------ | ----------------------------- | ------------ | --------- | ----------- |
| Носовые     | звонкие                     | m        | n            | n            |                               | ŋ            | ᵑǃ        |             |
| Носовые     | придыхательные              | (mʱ)     |              |              |                               |              | ᵑǃʱ       |             |
| Носовые     | аспирированные              |          |              |              |                               |              | ᵑ̊ǃʰ       |             |
| Взрывные    | звонкие                     | b        | d            | d͡z           | d͡ʒ                            | ɡ            | ᶢǃ        |             |
| Взрывные    | непридыхательные            | p        | t            | t͡s           | t͡ʃ                            | k            | ǃ         | (ʔ)         |
| Взрывные    | аспирированные глухие       | pʰ       | tʰ           | t͡sʰ          | tʃʰ                           | kʰ           | ǃʰ        |             |
| Взрывные    | звонкие аспирированные      | b͡pʰ (bʱ) | d͡tʰ (dʱ)     | d͡tsʰ (d͡sʱ)   | d͡tʃʰ (d͡ʃʱ)                    | ɡ͡kʰ (ɡʱ)     | ᶢǃʰ (ᶢǃʱ) |             |
| Взрывные    | глухие абруптивные          |          | t͡sʼ          | t͡sʼ          | t͡ʃʼ                           | k͡xʼ          | ǃˀ        |             |
| Взрывные    | звонкие абруптивные         |          | d͡tsʼ (d͡zʼ)   | d͡tsʼ (d͡zʼ)   | d͡tʃʼ (d͡ʒʼ)                    |              |           |             |
| Взрывные    | увуляризованные             |          | tᵡ           |              |                               |              | ǃᵡ        |             |
| Взрывные    | звонкие увуляризованные     |          | dᵡ           | d͡zᵡ          | d͡ʒᵡ                           |              | ᶢǃʶ       |             |
| Взрывные    | эпиглоттализованные         |          | tᴴ           |              |                               | kᴴ           | ǃᴴ        |             |
| Взрывные    | звонкие эпиглоттализованные |          |              |              |                               | ɡʢ           | ᶢǃʢ       |             |
| Фрикативные | звонкие                     |          | z            | z            | ʒ                             |              |           | ɦ           |
| Фрикативные | глухие                      | (f)      | s            | s            | ʃ                             | χ            |           |             |

Непридыхательные и модальные звонкие согласные (выделены синим) могут сочетаться с любым гласным, однако другие согласные (транскрибированы надстрочными знаками справа) не встречаются в том же слоге, что и придыхательные, глоттализированные или эпиглоттализированные гласные.
Звонкие аспирированные и абруптивные согласные, и пульмонические, и щёлкающие, содержат глухой интервал, который Миллер (2003) описала как произносящиеся с большим открытием гортани, чем в языке хиндустани у придыхательно-звонких согласных. Фонетически, однако, они являются голосовыми контурами, начинаясь звонкими, но оглушаясь перед аспирацией или абруптивизацией.
Фонемный статус звуков [ʔ], [d͡z] и [d͡ʒ] не определён. Звук [ʔ] может появляться перед гласным в начале слова по причине эпентезы; с другой стороны, это можно интерпретировать как запрет слов, начинающихся с гласной. [mʱ] встречается только в одиночной морфеме, во множественном числе диминутива энклитики [mʱi]. [f] и [l] (не представлен в таблице) встречаются только в заимствованных словах, а иногда заменяются на [j] и [w]. Губные согласные ([p], [pʰ], [b], [bʱ], [m]) очень редко начинают слово, но часто стоят между гласными. Велярные взрывные согласные (оральные и носовые) также редко начинают слово и очень редко стоят в середине слова.
Согласные, помеченные как эпиглоттализованные, согласно данным Аманды Миллер-Окуизен (2003), произносятся с увулярным шумом и глоттализованы; они похожи на согласные языка нцъу, описанные как увулярные абруптивные согласные у Миллер-Окуизен и соавторов (2009).
Только небольшое число согласных могут находиться между гласными в корнях, это:
| Губные | Альвеолярные | Велярные | Увулярные | Глоттальные |
| ------ | ------------ | -------- | --------- | ----------- |
| β̞      | ɾ            | ɣ        |           |             |
| m      | n            | ŋ        |           |             |
|        |              | k, ŋ͡k    | qᴴ        |             |
|        |              |          | χ         | ɦ           |

Медиальные [β̞], [ɾ], [m], [n] (выделены зелёным) очень распространены, [ɣ] и [ŋ] редки, а остальные встречаются в качестве медиальных только в очень немногих корнях, многие из которых заимствованные. [β̞], [ɾ], [ɣ], как правило, рассматривается как аллофоны [b], [d], [ɡ]. Тем не менее [ɾ] может соответствовать нескольким инициальным согласным корня.
В языке жуцъоан 48 щёлкающих согласных. Существует четыре типа щелчков: зубные, боковые, альвеолярные и палатальные, каждый из которых встречается в двенадцати разновидностях (комбинации манеры, фонации и контура). Это совершенно нормальные согласные в жуцъоане и на самом деле предпочтительнее в начале слова, чем не-щелчки.
| Разновидность                 | «Шумные» щелчки | «Шумные» щелчки | «Резкие» щелчки | «Резкие» щелчки |
| Разновидность                 | Зубные          | Боковые         | Альвеолярные    | Палатальные     |
| ----------------------------- | --------------- | --------------- | --------------- | --------------- |
| Непридыхательные              | ǀ               | ǁ               | ǃ               | ǂ               |
| Звонкие                       | ᶢǀ              | ᶢǁ              | ᶢǃ              | ᶢǂ              |
| Носовые                       | ᵑǀ              | ᵑǁ              | ᵑǃ              | ᵑǂ              |
| Аспирированные                | ǀʰ              | ǁʰ              | ǃʰ              | ǂʰ              |
| Придыхательные                | ᶢǀʱ             | ᶢǁʱ             | ᶢǃʱ             | ᶢǂʱ             |
| Аспирированные носовые        | ᵑ̊ǀʰ             | ᵑ̊ǁʰ             | ᵑ̊ǃʰ             | ᵑ̊ǂʰ             |
| Придыхательные носовые        | ᵑǀʱ             | ᵑǁʱ             | ᵑǃʱ             | ᵑǂʱ             |
| Глоттализованные носовые      | ǀˀ              | ǁˀ              | ǃˀ              | ǂˀ              |
| Лингво-пульмонические контуры | ǀᵡ              | ǁᵡ              | ǃᵡ              | ǂᵡ              |
| Звонкие лингво-пульмонические | ᶢǀʶ             | ᶢǁʶ             | ᶢǃʶ             | ᶢǂʶ             |
| Эпиглоттализованные           | ǀᴴ              | ǁᴴ              | ǃᴴ              | ǂᴴ              |
| Звонкие эпиглоттализованные   | ᶢǀʢ             | ᶢǁʢ             | ᶢǃʢ             | ᶢǂʢ             |

Как и выше, непридыхательные и модальные звонкие согласные (выделены синим) могут встречаться с любыми гласными, однако другие согласные (транскрибированы надстрочными знаками справа) не встречаются в том же корне, что и придыхательные, глоттализированные или эпиглоттализованные гласные.
Глоттализованные щелчки встречаются почти исключительно перед носовыми гласными. Это может означать, что эти щелчки являются назализованными [ᵑǃˀ] и т. д., как и в большинстве, если не во всех других языках с глоттализованными щелчками. Назализация не слышна при произнесении самого́ щелчка из-за глоттализации, которая препятствует носовым потокам воздуха, но велум понижается, способствуя назализации соседних гласных.
«Увуляризованные» щелчки на самом деле лингво-пульмонические контуры, [ǃ͡qχ], [ᶢǃ͡ɢʁ] и др. «Эпиглоттализованные» щелчки — гетероорганические и приравнены к лингво-глоттальным согласным, записываемым как [ǃ͡kxʼ], [ᶢǃ͡kxʼ] и др. в других языках (Миллер, 2011).